# Skrabské
Skrabské é um município da Eslováquia, situado no distrito de Vranov nad Topľou, na região de Prešov. Tem 11,03 km² de área e sua população em 2018 foi estimada em 776 habitantes.

## Demografia
| Ano:        | 1994 | 2004    | 2014   | 2024   |
| ----------- | ---- | ------- | ------ | ------ |
| Broj ljudi: | 638  | 733     | 786    | 773    |
| Razlika:    |      | +14,89% | +7,23% | -1,65% |

| Ano:               | 2023 | 2024   |
| ------------------ | ---- | ------ |
| Número de pessoas: | 756  | 773    |
| Diferença:         |      | +2,24% |